# 須原站
須原站（日语：／ Suhara eki */?）是東海旅客鐵道（JR東海）中央本線的鐵路車站，位於日本長野縣木曾郡大桑村大字須原。

## 歷史
- 1909年（明治42年）9月1日：開業，為鐵道省的一個車站。
- 1949年（昭和24年）6月1日：成為日本國有鐵道的一個車站。
- 1972年（昭和47年）11月30日：貨運業務停止辦理。
- 1987年（昭和62年）4月1日：國鐵分割民營化，成為東海旅客鐵道的一個車站。

## 車站結構
島式月台1面2線的地面車站。

### 月台配置
| 月台 | 路線     | 方向 | 目的地             |
| ---- | -------- | ---- | ------------------ |
| 1    | 中央本線 | 下行 | 木曾福島、長野方向 |
| 2    | 中央本線 | 上行 | 中津川、名古屋方向 |

## 车站周边
- 中山道須原宿
- 定勝寺（重要文化財）
- 關西電力須原事務所・須原發電所
- 須原郵政局
- 木曾川
- 国道19号

## 相鄰車站
東海旅客鐵道（JR東海）
 中央本線
■普通
倉本－須原－大桑